# Vassili Peskov
Pour les articles homonymes, voir Peskov.
Œuvres principales
Ermites dans la taïga
Vassili Mikhaïlovitch Peskov (en russe : Василий Михайлович Песков), né le 14 mars 1930 à Orlov, dans l'oblast de Voronej, et mort le 12 août 2013 à Moscou, est un écrivain, journaliste, photographe, voyageur et écologiste russe. En 1964, il reçoit le prix Lénine.

## Biographie
Né dans le village d'Orlovo dans l'oblast de Voronej, Vassili Peskov déménage avec ses parents, après la Seconde guerre mondiale, dans le village Volia.
Diplômé de l'école des projectionnistes de Voronej, il travaille comme projectionniste. Dans sa jeunesse, il s'intéresse à la photographie de la nature.
En 1953, le journal de Voronej Molodoy Kommunar commence à publier ses photos et articles, et après la publication réussie de son premier essai, Avril dans les bois, il en devient correspondant attitré.
À partir de 1956 et jusqu'à la fin de sa carrière, il travaille au journal russe Komsomolskaïa Pravda. De 1975 à 1990, avec Nikolaï Drozdov, il anime le programme de télévision Dans le monde animal sur la Télévision centrale soviétique. De 1995 à 1997, il anime ce programme sur Rossiya 1. En 1990, il est parmi les lauréats du Palmarès mondial des 500 du Programme des Nations unies pour l'environnement.
De 1999 à 2003, il présente la version télévisée de ses essais Fenêtre sur la nature.
Il est connu internationalement notamment pour avoir raconté l'histoire de la famille Lykov, famille de vieux-croyants russes isolés dans la taïga sibérienne depuis 1928 et découverte en 1978, dans un livre traduit dans de nombreuses langues, Ermites dans la taïga.
Vassili Peskov meurt à l'âge de 84 ans le 12 août 2013 à Moscou. Selon sa volonté, son corps est incinéré et les cendres dispersées le 20 septembre, le 40e jour après sa mort, dans un champ de l'oblast de Voronej, dans sa deuxième patrie, où lui et ses parents ont déménagé du village voisin d'Orlovo  après la Seconde guerre mondiale.

## Œuvres principales
- Les Étapes de la rosée (Шаги по росе) (1963), Prix Lénine de la littérature 1964
- Rêves blancs (Белые сны) (1965)
- La Fin du monde (Край света) (1967)
- Ermites dans la taïga (Таёжный тупик) (1992)
- Des nouvelles d'Agafia, ermite dans la taïga (2009)

## Récompenses et distinctions
- ordre de l'Insigne d'honneur
- prix Lénine
- ordre du Mérite pour la Patrie de 3e classe
- ordre de la révolution d'Octobre
- ordre du Drapeau rouge du Travail